# Tennis de table aux Jeux de la Francophonie de 2023
 (avril 2025).
Si vous disposez d'ouvrages ou d'articles de référence ou si vous connaissez des sites web de qualité traitant du thème abordé ici, merci de compléter l'article en donnant les références utiles à sa vérifiabilité et en les liant à la section « Notes et références ».
Navigation
Édition précédente
Les compétitions de tennis de table de la 9e édition des Jeux de la Francophonie se sont déroulées du 29 juillet au 3 août 2023 à Kinshasa. 4 épreuves sont disputées.
Le gymnase du stade Tata-Raphaël accueille l'événement.

## Médaillés
| Épreuve       | Or                                                   | Argent                                                     | Bronze                                                  |
| ------------- | ---------------------------------------------------- | ---------------------------------------------------------- | ------------------------------------------------------- |
| Simple hommes | Roumanie Andrei-Eduard Ionescu                       | Madagascar Fabio Adrien Rakotoarimanana                    | Cameroun Ylane Batix                                    |
| Simple hommes | Roumanie Andrei-Eduard Ionescu                       | Madagascar Fabio Adrien Rakotoarimanana                    | République démocratique du Congo Exaucé Ngefuassa Ngyie |
| Simple femmes | Roumanie Elena-Adriana Zaharia                       | Tunisie Fadwa Garci                                        | Liban Mariam El Habech                                  |
| Simple femmes | Roumanie Elena-Adriana Zaharia                       | Tunisie Fadwa Garci                                        | Arménie Rima Khlghatyan                                 |
| Double mixte  | Roumanie Andrei-Eduard Ionescu Elena-Adriana Zaharia | Maurice Ryan Heendiressen Desscann Sandhana Ivana Desscann | Cameroun Ylane Batix Juliana Yvana Sharon Mbock         |
| Double mixte  | Roumanie Andrei-Eduard Ionescu Elena-Adriana Zaharia | Maurice Ryan Heendiressen Desscann Sandhana Ivana Desscann | Tunisie Youssef Ben Attia Fadwa Garci                   |
| Par équipes   | Roumanie Andrei-Eduard Ionescu Elena-Adriana Zaharia | Tunisie Youssef Ben Attia Fadwa Garci                      | Gabon Andy Bringaud Louidiglisia Jemina Maloufa Minzie  |
| Par équipes   | Roumanie Andrei-Eduard Ionescu Elena-Adriana Zaharia | Tunisie Youssef Ben Attia Fadwa Garci                      | Liban Saadeddine El Habach Mariam El Habech             |